# 章拱之
章拱之（？—？），宋朝政治人物。
章拱之曾于1049年接替宋宜任华亭县知县一职，1052年由吴及接任。